# Monona (Wisconsin)
Monona es una ciudad ubicada en el condado de Dane, Wisconsin, Estados Unidos. Tiene una población estimada, a mediados de 2020, de 8779 habitantes.
Forma parte del área metropolitana de Madison.

## Geografía
La ciudad está ubicada en las coordenadas 43°3′14″N 89°20′1″O / 43.05389, -89.33361. Según la Oficina del Censo de los Estados Unidos, Monona tiene una superficie total de 8.69 km², de la cual 8.44 km² son tierra y 0.25 km² son agua.

## Demografía
Según el censo de 2020, en ese momento había 8624 habitantes en Monona. La densidad de población era de 1021.80 hab./km². El 88.56% de los habitantes eran blancos, el 2.15% eran afroamericanos, el 0.35% eran amerindios, el 1.38% eran asiáticos, el 0.09% eran isleños del Pacífico, el 1.92% eran de otras razas y el 5.55% eran de una mezcla de razas. Del total de la población, el 4.88% eran hispanos o latinos de cualquier raza.